# Estação Alameda de Osuna

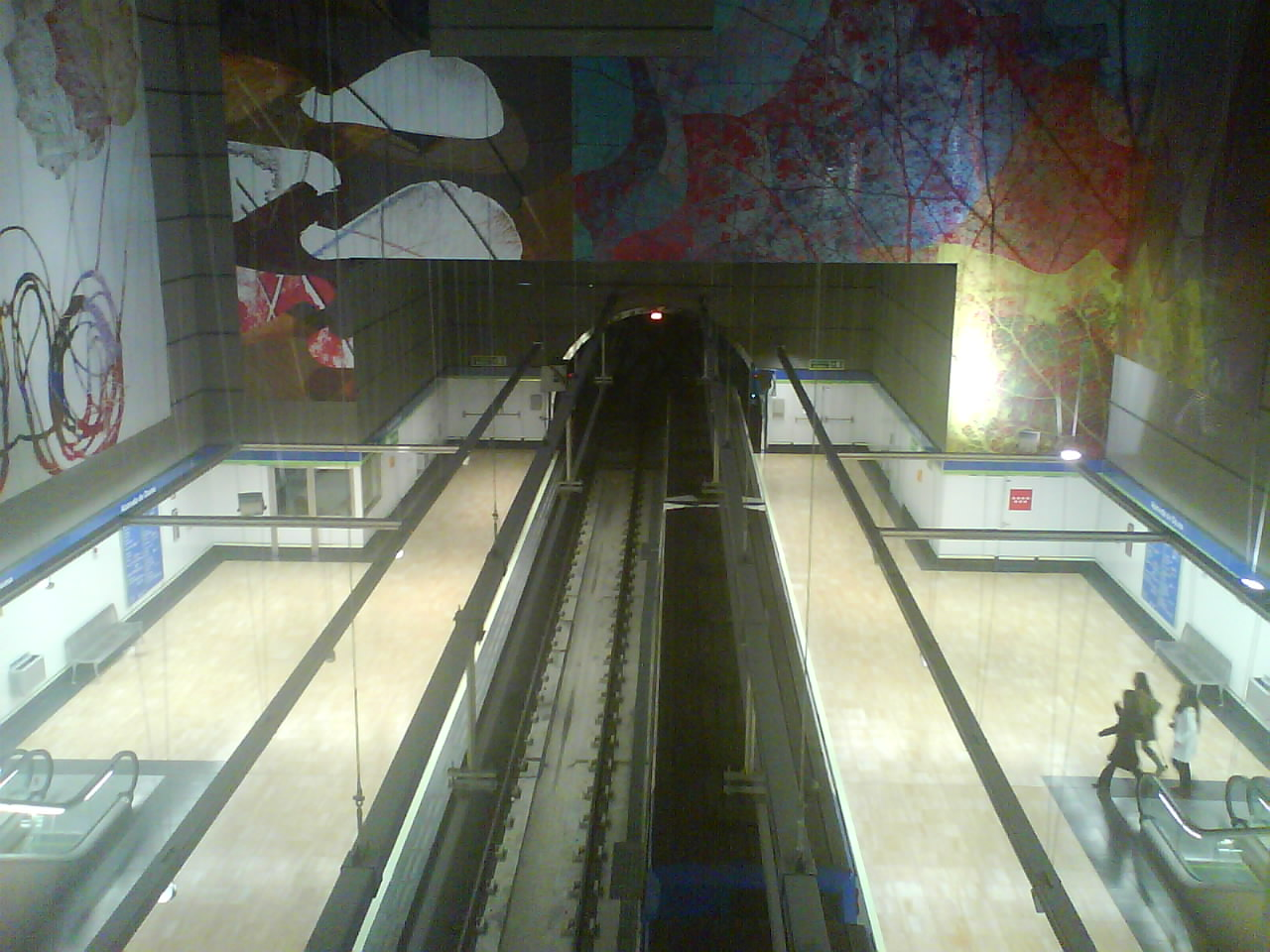
Vista superior da estação.

Alameda de Osuna é uma estação da Linha 5 do Metro de Madrid.

## História
A estação foi inaugurada em 24 de novembro de 2006.